# Провулок Марини Раскової (Київ)
Прову́лок Марини Раскової — зниклий провулок, що існував у Дніпровському районі міста Києва, місцевість Микільська слобідка. Пролягав від вулиці Марини Раскової до вулиці Червоногарматної.

## Історія
Виник у 1-й половині ХХ століття, ймовірно, у 1950-х роках був перейменований (або найменований) на провулок Марини Раскової, на честь радянської військової льотчиці Марини Раскової. 
Ліквідований 1971 року у зв'язку зі знесенням старої забудови Микільської слобідки.